# Avenços en intel·ligència artificial

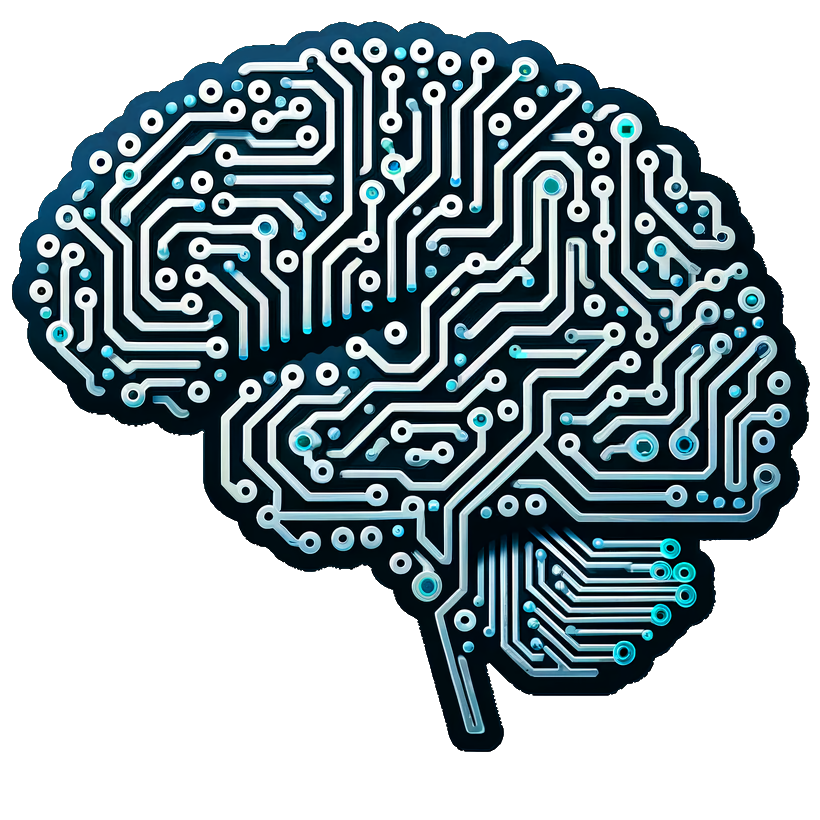
"dibuixa una icona, amb fons blanc, d'un cervell humà fet de placa de circuit imprès" -- una primera aproximació, tingues en compte que aquesta no és una placa de circuit imprès particularment bona (no hi ha components, només traces -- per què són tan gruixudes? per què hi ha tantes vies?) però millor que res

El progrés en intel·ligència artificial (IA) fa referència als avenços, fites i descobriments que s'han aconseguit en el camp de la intel·ligència artificial al llarg del temps. La IA és una branca multidisciplinària de la informàtica que té com a objectiu crear màquines i sistemes capaços de fer tasques que normalment requereixen intel·ligència humana. Les aplicacions d'IA s'han utilitzat en una àmplia gamma de camps, com ara el diagnòstic mèdic, les finances, la robòtica, el dret, els videojocs, l'agricultura i el descobriment científic. Tanmateix, moltes aplicacions d'IA no es perceben com a IA: "Molta IA d'avantguarda s'ha filtrat a aplicacions generals, sovint sense anomenar-se IA perquè una vegada que alguna cosa esdevé prou útil i comuna, ja no s'anomena IA". "Molts milers d'aplicacions d'IA estan profundament integrades a la infraestructura de totes les indústries". A finals dels anys noranta i principis dels dos mil, la tecnologia d'IA es va utilitzar àmpliament com a elements de sistemes més grans, però el camp poques vegades va ser acreditat per aquests èxits en aquell moment.

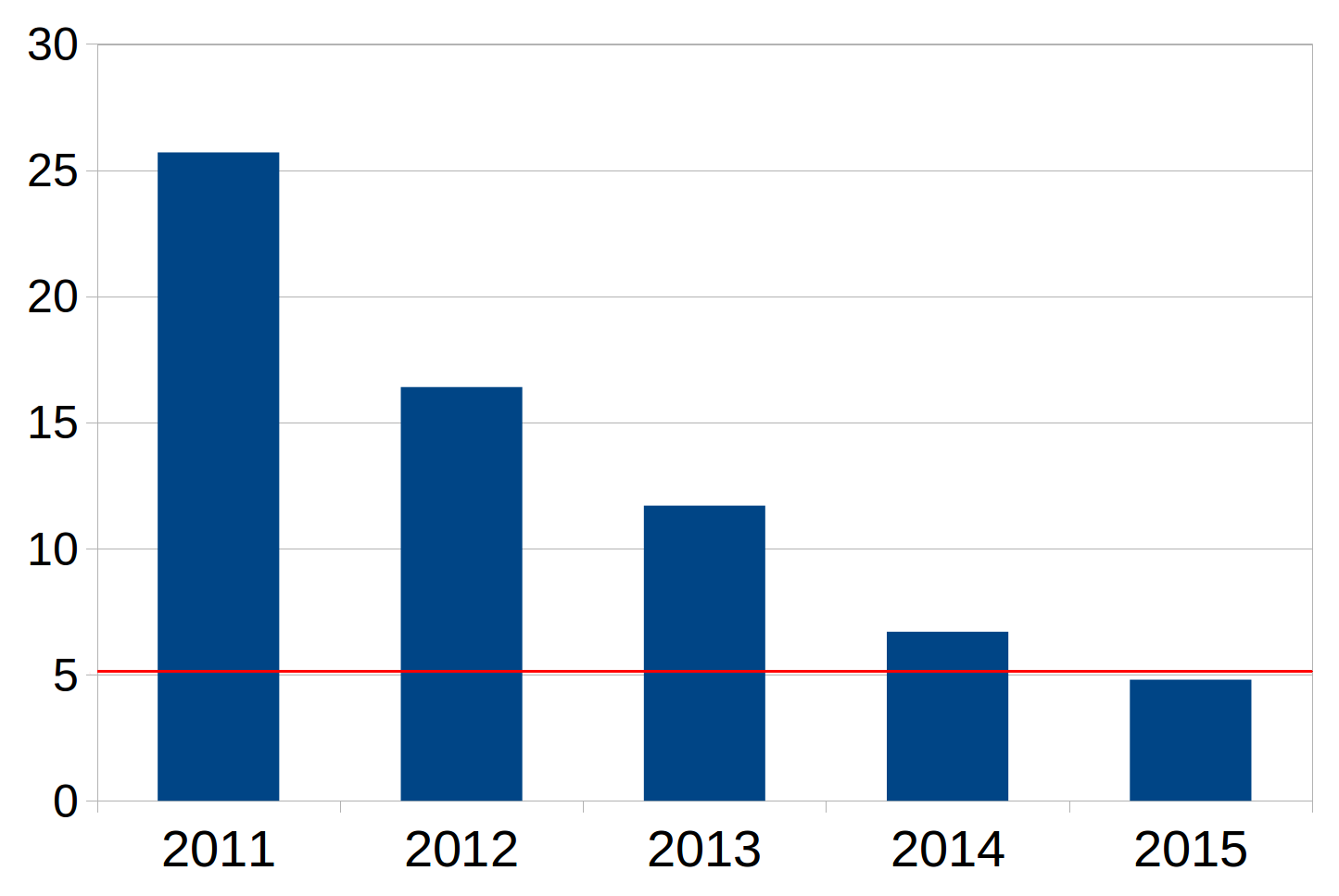
Progrés en la classificació automàtica d'imatges
----La taxa d'error de la IA per any. Línia vermella: la taxa d'error d'un humà entrenat en una tasca concreta.

Kaplan i Haenlein estructuren la intel·ligència artificial al llarg de tres etapes evolutives:
1. Intel·ligència artificial estreta: la IA només és capaç de fer tasques específiques;
2. Intel·ligència artificial general: IA amb capacitat en diverses àrees i capaç de resoldre de manera autònoma problemes per als quals mai no van ser dissenyades;
3. Superintel·ligència artificial: IA capaç de fer tasques generals, com ara la creativitat científica, les habilitats socials i la saviesa general.[2]

Per permetre la comparació amb el rendiment humà, la intel·ligència artificial es pot avaluar en problemes restringits i ben definits. Aquestes proves s'han anomenat proves de Turing d'experts en la matèria. A més, els problemes més petits proporcionen objectius més assolibles i hi ha un nombre cada cop més gran de resultats positius.
Els humans encara superen substancialment tant el GPT-4 com els models entrenats amb el punt de referència ConceptARC, que va obtenir una puntuació del 60% en la majoria de categories i del 77% en una, mentre que els humans van obtenir una puntuació del 91% en totes i del 97% en una categoria.

## Rendiment actual en àrees específiques
Hi ha moltes habilitats útils que es poden descriure com a demostracions d'alguna forma d'intel·ligència. Això dóna una millor comprensió de l'èxit comparatiu de la intel·ligència artificial en diferents àrees.
| Joc                     | Any de campió | Estats legals (log 10 ) | Complexitat de l'arbre de jocs (logarítmic 10 ) | Joc de la informació perfecta? |
| ----------------------- | ------------- | ----------------------- | ----------------------------------------------- | ------------------------------ |
| Dames (esborranys)      | 1994          | 21                      | 31                                              | Perfecte                       |
| Otel·lo (reversió)      | 1997          | 28                      | 58                                              | Perfecte                       |
| Escacs                  | 1997          | 46                      | 123                                             | Perfecte                       |
| Scrabble                | 2006          |                         |                                                 |                                |
| Shogi                   | 2017          | 71                      | 226                                             | Perfecte                       |
| Anar                    | 2017          | 172                     | 360                                             | Perfecte                       |
| 2p sense límit hold 'em | 2017          |                         |                                                 | Imperfecte                     |
| StarCraft               | -             | més de 270              |                                                 | Imperfecte                     |
| StarCraft II            | 2019          |                         |                                                 | Imperfecte                     |

La IA, com l'electricitat o la màquina de vapor, és una tecnologia d'ús general. No hi ha consens sobre com caracteritzar en quines tasques la IA tendeix a excel·lir. Algunes versions de la paradoxa de Moravec observen que els humans tenen més probabilitats de superar les màquines en àrees com la destresa física que han estat l'objectiu directe de la selecció natural. Mentre que projectes com AlphaZero han aconseguit generar el seu propi coneixement des de zero, molts altres projectes d'aprenentatge automàtic requereixen grans conjunts de dades d'entrenament.   L'investigador Andrew Ng ha suggerit, com a "regla general altament imperfecta", que "gairebé tot el que un humà típic pot fer amb menys d'un segon de pensament mental, probablement ara o en un futur proper ho podem automatitzar mitjançant la IA".
Els jocs proporcionen un punt de referència d'alt perfil per avaluar les taxes de progrés; molts jocs tenen una gran base de jugadors professionals i un sistema de classificació competitiva ben establert. AlphaGo va posar fi a l'era dels punts de referència dels jocs de taula clàssics quan la intel·ligència artificial va demostrar el seu avantatge competitiu sobre els humans el 2016. El programa de programari AlphaGo AI de Deep Mind va derrotar el millor jugador de Go professional del món, Lee Sedol. Els jocs de coneixement imperfecte presenten nous reptes a la IA en l'àrea de la teoria de jocs ; la fita més destacada en aquesta àrea va ser la victòria de Libratus al pòquer el 2017. Els esports electrònics continuen proporcionant punts de referència addicionals; Facebook AI, Deepmind i altres han col·laborat amb la popular franquícia de videojocs StarCraft.